# خوسيه كاريلو
خوسيه كاريلو (بالإسبانية: José Carrillo Mancilla)‏ هو لاعب كرة قدم إسباني في مركز الدفاع، ولد في 4 مارس 1993 في غرناطة في إسبانيا. لعب مع MFK Zemplín Michalovce ‏.

## وصلات خارجية
- خوسيه كاريلو على موقع قاعدة بيانات كرة القدم.إي يو (الإنجليزية)
- خوسيه كاريلو على موقع Soccerway.com (الإنجليزية)
- خوسيه كاريلو على موقع عالم كرة القدم.نت (الإنجليزية)
- خوسيه كاريلو على موقع AS.com (الإسبانية)